# Perak Open
Die Perak Open sind ein hochrangiges internationales Badmintonturnier in Malaysia. Sie sind eine der ältesten internationalen Meisterschaften im asiatischen Raum und werden seit 1931 ausgetragen. Ausrichter ist die Perak Badminton Association. Bis in die 1960er Jahre hinein waren die Perak Open oft Treffpunkt der Weltspitze im Badminton. Mit der Eingliederung Peraks in den gesamt-malaysischen Badmintonverband und der zunehmenden Globalisierung und Kommerzialisierung des Badmintonsports verloren die Titelkämpfe an internationaler Bedeutung.

## Sieger
| Saison | Herreneinzel    | Dameneinzel       | Herrendoppel                     | Damendoppel                    | Mixed                        |
| ------ | --------------- | ----------------- | -------------------------------- | ------------------------------ | ---------------------------- |
| 1931   | Tan Cheng Phor  | Julip Wong        | K. L. Goon Toh Goay Tat          | Julip Wong Mary Partridge      | nicht ausgetragen            |
| 1932   | Tan Cheng Phor  |                   |                                  |                                |                              |
| 1933   | Tan Cheng Phor  | Mary Chong        | Tan Cheng Phor Lee Fan Leong     | Julip Wong D. La Brooy         | Tan Cheng Phor Julip Wong    |
| 1934   | Tan Cheng Phor  |                   | Tan Cheng Phor Hew Lian Foh      |                                | Tan Cheng Phor Julip Wong    |
| 1935   | Tan Cheng Phor  | Julip Wong        | Tan Cheng Phor Hew Lian Foh      |                                | Tan Cheng Phor Julip Wong    |
| 1936   | Tan Cheng Phor  | Julip Wong        | Tan Cheng Phor Lee Fan Leong     | Wong Peck Lin Helen Khong      | Tan Cheng Phor Julip Wong    |
| 1937   | Yap Ghim Hoe    | Felicity Chan     | Teoh Seng Khoon Yap Ghim Hoe     |                                | Tan Cheng Phor Julip Wong    |
| 1938   | Tan Cheng Phor  | Felicity Chan     | Lim Eng Keat Chin Poh Ken        | Felicity Chan Hew Siew Ying    | Yap Ghim Hoe Patricia Ortega |
| 1939   | Teoh Seng Khoon | Low Siew Yong     |                                  |                                |                              |
| 1940   | Teoh Seng Khoon | Low Siew Yong     | Teoh Seng Khoon Yap Ghim Hoe     | Low Siew Yong Patricia Ortega  | Yap Ghim Hoe Patricia Ortega |
| 1946   | Teoh Seng Khoon |                   |                                  |                                |                              |
| 1947   | Teoh Seng Khoon | Helen Leong       | Teoh Seng Khoon Teh Gin Sooi     | Helen Leong Julip Wong         | Lee Fan Leong Julip Wong     |
| 1948   | Teoh Seng Khoon | Valentine Chan    | Teoh Seng Khoon Teh Gin Sooi     |                                | Chin Poh Ken Valentine Chan  |
| 1966   | Tan Aik Huang   | Minarni           | Tjoa Tjong Boon A. P. Unang      | Minarni Retno Koestijah        | Tan Yee Khan Retno Koestijah |
| 1990   |                 |                   | Rahman Sidek                     |                                |                              |
| 2010   | Lee Chong Wei   | Lydia Cheah Li Ya | Fairuzizuan Tazari Ong Soon Hock | Lim Yin Loo Vivian Hoo Kah Mun | Tan Boon Heong Chin Eei Hui  |